# Канюв (Любуське воєводство)
Канюв (пол. Kaniów, нім. Kanig) — село в Польщі, у гміні Ґубін Кросненського повіту Любуського воєводства.
Населення — 86 осіб (2011).
У 1975-1998 роках село належало до Зеленогурського воєводства.

## Демографія
Демографічна структура станом на 31 березня 2011 року:
|          | Загалом | Допрацездатний вік | Працездатний вік | Постпрацездатний вік |
| -------- | ------- | ------------------ | ---------------- | -------------------- |
| Чоловіки | 47      | 12                 | 32               | 3                    |
| Жінки    | 39      | 10                 | 26               | 3                    |
| Разом    | 86      | 22                 | 58               | 6                    |